# Ctenanthe amabilis
Ctenanthe amabilis är en strimbladsväxtart som först beskrevs av Charles Jacques Édouard Morren, och fick sitt nu gällande namn av H.A.Kenn. och Dan Henry Nicolson. Ctenanthe amabilis ingår i släktet Ctenanthe och familjen strimbladsväxter. Inga underarter finns listade.